# Barrado
Barrado là một đô thị trong tỉnh Cáceres, Extremadura, Tây Ban Nha. Theo điều tra dân số 2005 (INE), đô thị này có dân số là 507 người.

## Biến động dân số
| Población de Barrado (1877 – 2007) | Población de Barrado (1877 – 2007) | Población de Barrado (1877 – 2007) | Población de Barrado (1877 – 2007) | Población de Barrado (1877 – 2007) | Población de Barrado (1877 – 2007) | Población de Barrado (1877 – 2007) | Población de Barrado (1877 – 2007) | Población de Barrado (1877 – 2007) | Población de Barrado (1877 – 2007) | Población de Barrado (1877 – 2007) | Población de Barrado (1877 – 2007) | Población de Barrado (1877 – 2007) | Población de Barrado (1877 – 2007) | Población de Barrado (1877 – 2007) | Población de Barrado (1877 – 2007) | Población de Barrado (1877 – 2007) |
| ---------------------------------- | ---------------------------------- | ---------------------------------- | ---------------------------------- | ---------------------------------- | ---------------------------------- | ---------------------------------- | ---------------------------------- | ---------------------------------- | ---------------------------------- | ---------------------------------- | ---------------------------------- | ---------------------------------- | ---------------------------------- | ---------------------------------- | ---------------------------------- | ---------------------------------- |
| 1877                               | 1887                               | 1897                               | 1900                               | 1910                               | 1920                               | 1930                               | 1940                               | 1950                               | 1960                               | 1970                               | 1981                               | 1991                               | 2001                               | 2005                               | 2006                               | 2007                               |
| 619                                | 520                                | 587                                | 613                                | 629                                | 708                                | 748                                | 873                                | 915                                | 937                                | 828                                | 660                                | 583                                | 524                                | 507                                | 495                                | 502                                |